# Hyperaeschrella familiaris
Hyperaeschrella familiaris är en fjärilsart som beskrevs av Alexander Schintlmeister 1993. Hyperaeschrella familiaris ingår i släktet Hyperaeschrella och familjen tandspinnare. Inga underarter finns listade i Catalogue of Life.